# Béthune (rivier)
De Béthune is een rivier in Normandië, departement Seine-Maritime. Hij ontspringt bij Compainville en mondt samen met de Eaulne en de Varenne uit in de Arques te Arques-la-Bataille
Tussendoor passeert hij nog langs de gemeenten Neufchâtel-en-Bray, Mesnières-en-Bray, Bures-en-Bray, Osmoy-Saint-Valery, Saint-Vaast-d'Équiqueville en Dampierre-Saint-Nicolas.
De rivier kreeg zijn naam in de 16e eeuw. Onder de Franken heette hij Tella en onder de Anglo-Noormannen Dieppa. Die laatste naam verwees naar de diepte en werd doorgegeven aan de stad Dieppe.

## Voetnoten
1. ↑  Nouvelle revue d'onomastique, nr. 35-36, 2000, p. 217